# De onoverwinnelijke
De onoverwinnelijke (Pools:  Niezwyciezony ) is een sciencefictionroman uit 1964 van de Poolse schrijver Stanislaw Lem.

## Verhaal
Een ruimteschip wordt naar een onbewoonde planeet gestuurd voor een reddingsactie. Hoewel er geen leven is op deze planeet bezit de levenloze materie er een pseudo-intelligentie waardoor een evolutie van machines tot stand gekomen is.